# Communauté rurale de Bembou
La communauté rurale de Bembou est une communauté rurale du Sénégal située au sud-est du pays. 
Elle fait partie de l'arrondissement de Bembou, du département de Saraya et de la région de Kédougou.